# Ляньду
Ляньду́ (кит. упр. 莲都, пиньинь Liándū, буквально: «город-лотос») — район городского подчинения городского округа Лишуй провинции Чжэцзян (КНР).

## История
Во времена империи Суй восточная часть уезда Сунъян была в 589 году выделена в отдельный уезд Коцан (括苍县), названный так по находящейся на его территории горе Коцаншань. Во времена империи Тан из-за практики табу на имена, чтобы избежать использования иероглифа «ко», читающегося точно так же, как и личное имя только что взошедшего на престол императора Дэ-цзуна, уезд был в 779 году переименован в Лишуй (丽水县). Из-за сравнения окружающих гор с лепестками лотоса уездный центр образно называли «город-лотос» (莲城).
После образования КНР в 1949 году был создан Специальный район Лишуй (丽水专区), и уезд вошёл в его состав. В 1952 году Специальный район Лишуй был расформирован, и уезд перешёл в состав Специального района Вэньчжоу (温州专区). В 1958 году был расформирован уезд Юньхэ, и часть его земель вошла в состав уезда Лишуй,  а уезд Сюаньпин (宣平县) был разделён между уездами Уи и Лишуй. В 1960 году уезд Цзиннин был присоединён к уезду Лишуй. В 1962 году был вновь создан уезд Юньхэ (в состав которого вошли и земли бывшего уезда Цзиннин).
В 1963 году был воссоздан Специальный район Лишуй, и уезд вернулся в его состав.
В 1973 году Специальный район Лишуй был переименован в Округ Лишуй (丽水地区).
В марте 1986 года уезд Лишуй был преобразован в городской уезд Лишуй (丽水市).
Постановлением Госсовета КНР от 20 мая 2000 года были расформированы округ Лишуй и городской уезд Лишуй, и образован городской округ Лишуй; территория бывшего городского уезда Лишуй стала районом Ляньду городского округа Лишуй.

## Административное деление
Район делится на 7 уличных комитетов, 4 посёлка, 4 волости и 1 национальную волость.